# Variante di Valico
L'autoroute A1 var, également appelé variante di valico, est un tronçon de l'autoroute italienne A1 traversant les Apennins entre les villes de Sasso Marconi et Barberino di Mugello, inauguré le 23 décembre 2015.
Les interventions de réaménagement de la liaison de 59 km entre Bologne et Florence inadaptée aux volumes de trafic actuels prévoient l'extension, la modernisation et la construction d'un nouveau tronçon autoroutier parallèle à l'actuelle A1 (d'une longueur de 32,9 km) qui traverse la région des Apennins toscan-émilien avec un tracé particulièrement riche de tunnels et viaducs, vise à réduire la pollution et les coûts de transport d'environ 100 millions d'euros/an (pour un trafic quotidien d'environ 90 000 véhicules par jour) et à réduire la durée du trajet entre Bologne et Florence de 50 minutes.

## Géologie
La nouvelle autoroute traverse l'une des zones géologiques les plus complexes d'Europe, avec la présence de gaz explosifs dans le sol, ainsi que d'eaux de surface et souterraines dans une zone à fort risque sismique. Le secteur présente également le niveau de risque de glissements de terrain le plus élevé d'Italie. Dans ces zones, les ponts reposent sur des fondations de plus de 30 m de profondeur. Tous les viaducs sont équipés de dispositifs d'isolation sismique spéciaux pour réduire le plus possible les mouvements des structures en cas de tremblement de terre. Mais la composante la plus complexe du projet est le creusement des tunnels et des galeries.

## Parcours
La variante di valico (d'une longueur de 59 km de tracé rénové dont 32 km en variante, d'ou elle tire son nom) traverse deux régions (Émilie-Romagne et Toscane), les provinces de Bologne et de Florence et les municipalités de Sasso Marconi, Marzabotto, Monzuno, Grizzana Morandi, Castiglione dei Pepoli, San Benedetto Val di Sambro, Barberino di Mugello et Firenzuola. Le tracé existant, avec une pente moyenne de 3 à 3,5 %, et composé 85 ponts et viaducs et 25 tunnels, s'avère inadapté aux volumes de trafic actuels, entraînant une réduction de la vitesse autorisée et une augmentation du taux d'accidents. La variante se compose de deux sections différentes : Sasso Marconi-La Quercia, La Quercia-Badia, Badia-Aglio, Aglio-Barberino di Mugello. Le premier tronçon et le tronçon Aglio-Barberino consiste à l'extension et la modernisation de l'actuelle A1 tandis que le tronçon La Quercia-Aglio prévoit la construction d'un nouveau tracé, parallèle à l'actuelle A1.
Pour fluidifier le trafic, l'ancien tronçon reste ouvert à la circulation, laissant le choix aux automobilistes entre l'ancienne et la nouvelle route. La plupart des poids lourds prennent dorénavant la nouvelle route, l'ancienne comportant notamment des virages serrés qui rendent le trajet particulièrement dangereux. L'ancien tronçon connaissait un trafic deux fois plus dense que celui pour lequel il a été conçu à l'origine, et le nombre d'accidents y était le plus élevé d'Italie (plus de 2 000 sur la décennie écoulée). 
La nouvelle route fait partie d'un réseau autoroutier innovant et plus sûr qui peut supporter des volumes de trafic jusqu'à quatre fois supérieurs à ceux de l'actuelle A1, avec des pentes et des virages moins raides, ainsi que des systèmes modernes de contrôle du trafic et de sécurité routière. Elle se situe à environ 225 m au-dessous du niveau de l'A1 existante, en passant par 44 tunnels et plus de 40 viaducs et ponts. Cet ouvrage, si complexe, voit les interventions de réaménagement environnemental prévues le long du tracé et sur le territoire estimées jusqu'à 30% du coût total des travaux ; de plus, les bénéfices environnementaux dérivant exclusivement de l'exploitation de la nouvelle autoroute entraîneront une économie annuelle d'environ 4 millions d'heures de transport, correspondant à 45 000 tonnes de carburant. Il en résulte une réduction significative de la pollution et une économie sur les coûts de transport d'environ 100 millions d'euros/an.

### Tronçons

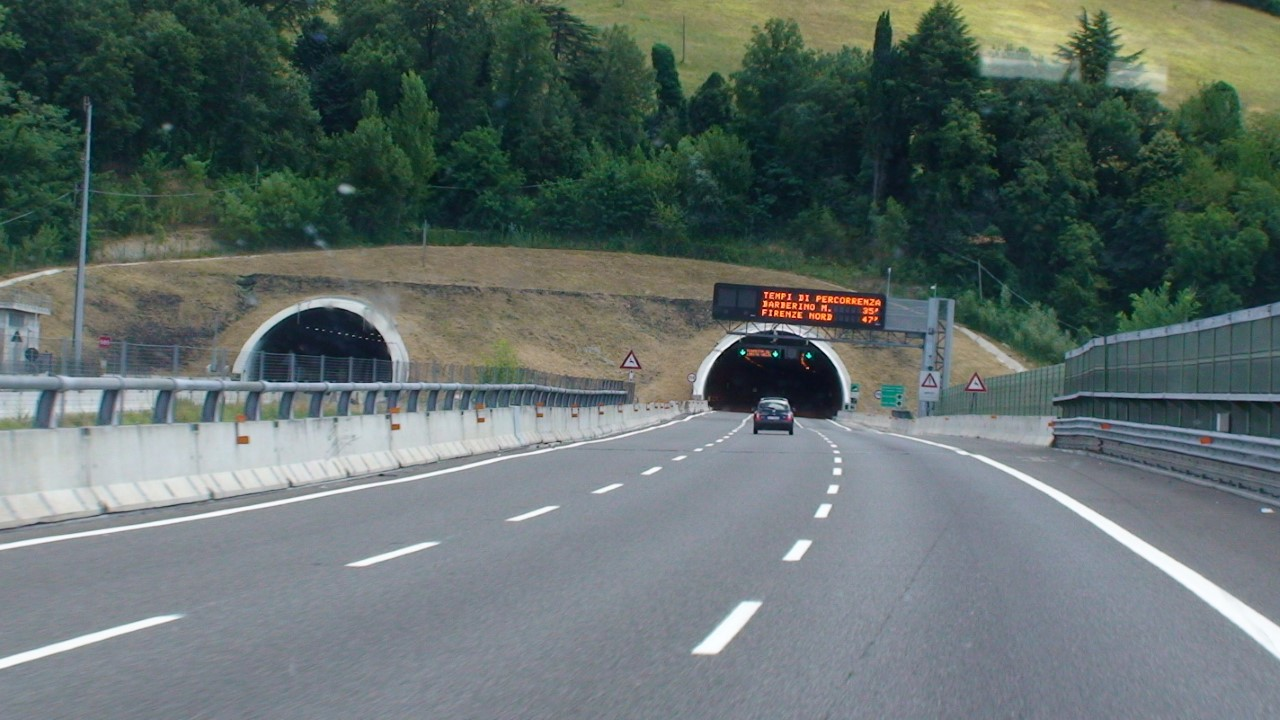
Le tunnel de Monte Mario (2254 m) à hauteur de Sasso Marconi le 25 juillet 2010.

- Casalecchio-Sasso Marconi (lot 0, longueur : 4,1 km) : ouvert à la circulation en 2007. Travaux d'élargissement à 3 voies de l'ancienne chaussée et construction de 3,8 km de barrières acoustiques. Deux tunnels anti-bruit artificiels ont été construits (sur la colline de Calzavecchio et dans la zone de Ceretolo)[5].
- Sasso Marconi-La Quercia (lot 1-2-3-4, longueur : 19,4 km) : ouvert à la circulation en 2009[5]. Cette section est longue d'environ 20 km, dont les 5 premiers km consistent à l'élargissement à 3 voies sur l'ancienne route existante, suivi d'une première modification du tracé par la construction du viaduc de Reno (718 m) et du tunnel de Monte Mario (2 254 m). À partir du croisement de la SS 325 au niveau de la commune de Lama di Setta, l'ancienne chaussée est élargie, de manière à s'éloigner du lit du torrent Setta. Dans la localité de Cinque Cerri, une nouvelle jonction et l'aire de service Sasso Marconi a été construit[2]. La seconde variante du tracé actuel est composée des les tunnels d'Allocco (1 690 m), Calzavecchio (435 m) et Campolungo (220 m) et avec les viaducs de Lama di Setta (373 m), Vado (90 m) et Campolungo (248 m)[6].

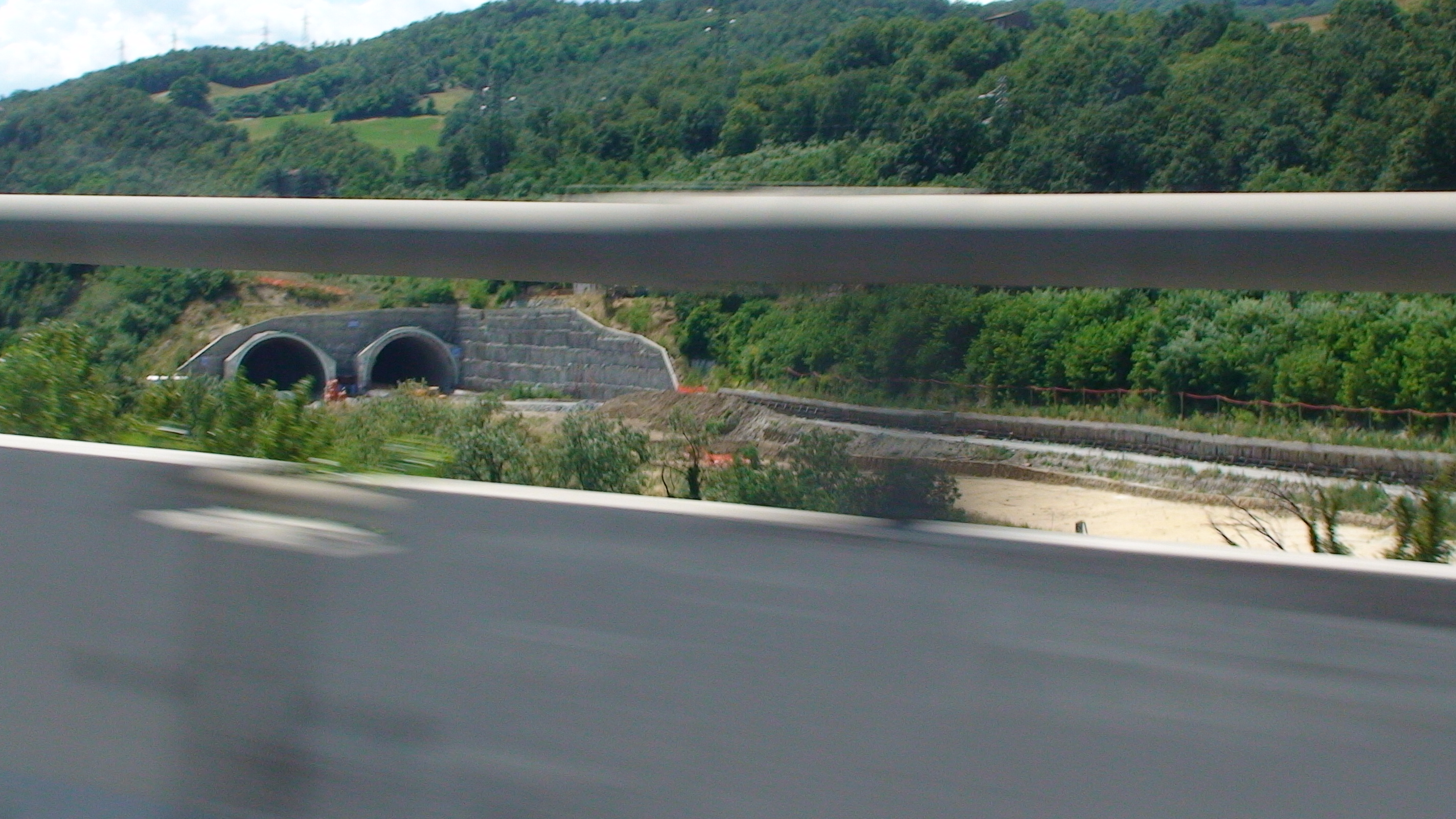
Construction du tunnel Rioveggio 1. Photo prise de l'autoroute A1 panoramique le 25 juillet 2010.

- La Quercia-Badia (lot 5a-5b-6-7, longueur : 17,5 km) : ouvert à la circulation en 2015[5]. Ce tronçon constitue le dédoublement de l'ancien tracé de l'A1 à une altimétrie plus basse que l'ancienne autoroute « panoramique », en partant de La Quercia (Rioveggio) jusqu'à la sortie Badia Nuova (entrée nord du tunnel de base), à travers la construction de 9 viaducs pour une longueur totale de 4 505 m (dont La Quercia (350 m), Pian di Setta (670 m), Lagaro (1 200 m), Sparvo (460 m) et Molino di Setta (550 m)) et 8 tunnels pour une longueur totale de 8 960 m (dont Grizzana (2 290 m), Val di Sambro (3 890 m) et Sparvo (2 600 m)). Le trafic venant du nord et du sud à le choix d'emprunter la nouvelle « variante » ou l'ancienne « panoramique »[2]. Au sud de la jonction Badia Nuova, une aire de service est ouverte le 1er avril 2016 en direction de Florence.
- Badia-Aglio  (lot 9-10-11-12, longueur : 15,7 km) : ouvert à la circulation en 2015[5]. Ce tronçon comprend notamment le tunnel de base de 8 710 m à une altitude de 440 m (contre 700 m pour l'ancienne route). Ce tunnel constitue l'ouvrage principal de l'ensemble de la variante et permet de relier les deux régions, reliant la zone de desserte de Badia au nord avec le nouveau carrefour de Firenzuola au sud. Le tunnel de Poggio Civitella (330 m), le viaduc de Setta 2 (70 m) et le tunnel de base forment une structure routière continue d'environ 9 km[6]. Une succession continue de viaducs et de tunnels s'ensuit, les principaux étant le viaduc de Casaglia (650 m) et le tunnel de Largnano (670 m)[2]. Au sud de la jonction Badia, une aire de service est ouverte le 1er avril 2016 en direction de Florence, celle en direction de Bologne étant actuellement en construction.

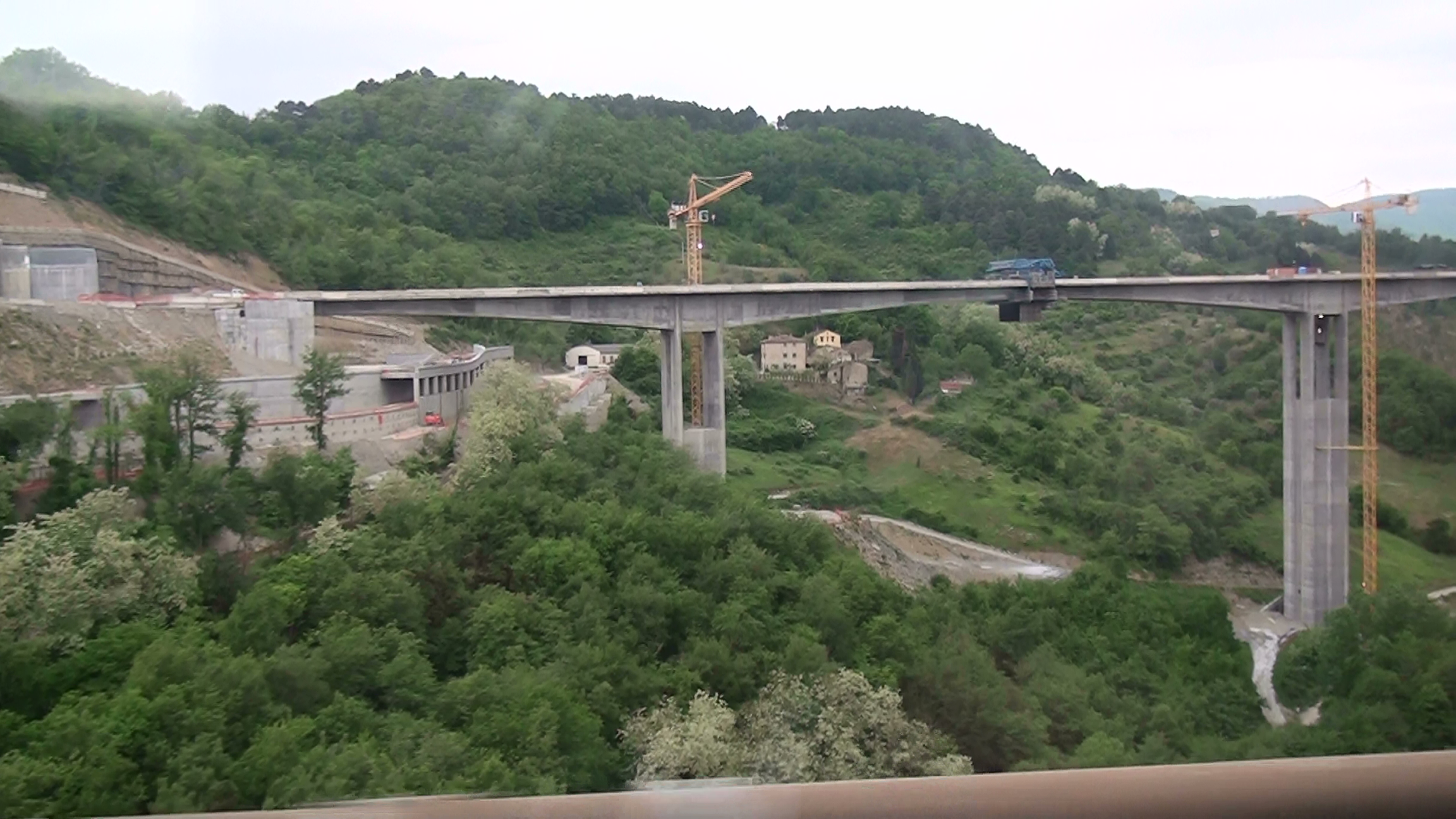
Construction du nouveau viaduc de l'Aglio et du tunnel de Puliana. Photo prise de l'ancien pont le 15 mai 2011.

- Aglio-Barberino (lot 13, longueur : 6,1 km) : ouvert à la circulation en 2015[5], montant du projet : 261 853 582 €[7]. Les deux chaussées d'origine sont dédiés uniquement au trafic se dirigeant vers le nord tandis que la route vers le sud est ouverte à la circulation le 5 décembre 2015, comprenant une nouvelle route à trois voies, plus une d'urgence (tronçon d'environ 7 km de long). Le choix entre les deux sentiers se fait à environ 500 mètres avant la sortie de Barberino di Mugello. Les automobilistes sortant de Mugello et voulant aller à Bologne sont obligés de prendre la variante di valico. En outre, la station service Aglio ovest a été fermée. Les ouvrages principaux du lot comprennent trois tunnels monotube : les tunnels de Manganaccia, d'Alteta  et de Puliana, pour une longueur totale de 3,5 km ; un tunnel artificiel de 210 mètres ; trois viaducs (Lora, Fiumicello et Sieve) en acier pour une longueur totale de 1,2 km ; et un pont en poutre-caisson – nommé Aglio, du nom de la rivière qu'il enjambe – d'une longueur de 600 m[7].

## Description du tracé

Tracé de la variante di valico (en bleu) de l'autoroute A1 (en vert).

| Variante di valico |                                                                   |      |      |       |                  |
| Type               | Indication                                                        | ↓km↓ | ↑km↑ | Prov. | Route européenne |
|                    | Milan - Naples Échangeur « La Quercia »                           | 0    | 32,9 | BO    |                  |
|                    | Badia                                                             | 17,4 | 15,5 | BO    |                  |
|                    | Aires de services « Badia Nuova » ouest & est                     | 18   | 15   | BO    |                  |
|                    | Firenzuola Mugello                                                | 28,1 | 5    | FI    |                  |
|                    | Milan - Naples Carrefour « Aglio » au sud Jonction à 8 km au nord | 32,9 | 0    | FI    |                  |

## Institutions et entités concernées par le projet
Toutes les entités impliquées dans le projet ont exprimé un avis favorable à la réalisation de la variante lors de la conférence des services:
- Municipalité de Casalecchio di Reno
- Ville de Sasso Marconi
- Ville de Marzabotto
- Municipalité de Monzuno
- Municipalité de Grizzana Morandi
- Municipalité de Castiglione dei Pepoli
- Municipalité de San Benedetto Val di Sambro
- Ville de Barberino del Mugello
- Ville de Firenzuola
- ANAS
- Région de Toscane
- Région d'Émilie-Romagne
- Province de Bologne
- Province de Florence
- Ministère de l'infrastructure et des transports
- Ministère de l'Environnement
- Ministère des Biens et Activités culturels et du Tourisme

S'y ajoutent: Les communautés de montagne compétentes et des agences régionales pour la prévention et l'environnement en Toscane et en Émilie-Romagne.

## Construction du tunnel de Sparvo

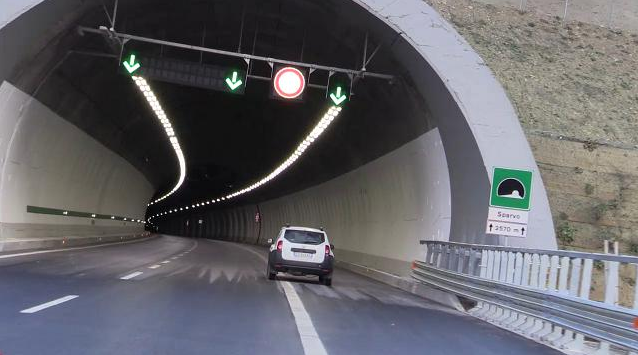
Le tunnel de Sparvo sur la variante di valico.

La construction du tunnel de Sparvo a nécessité l'intervention de Martina, le plus grand tunnelier jamais construit en Europe. Après un investissement de 53.000.000 euros, le tunnelier est plus haut qu'un bâtiment de cinq étages, plus long qu'un terrain de football et plus lourd que neuf avions de type Boeing 747. Martina peut creuser jusqu'à 22 m de galerie par jour, une performance remarquable si on la compare au 80 à 90 cm creusés sur une journée en utilisant des méthodes d'excavation classiques. Ses caractéristiques sont les suivantes : diamètre d'excavation : 15,62 m, longueur hors-tout : 130 m, aire excavation : 192 m2, valeur de poussée : 39.485 t, poids total : 4.500 t, puissance totale : 18 MW.
Mais le tunnel n'est que l'un des 44 tunnels du projet, et ce record n'a tenu qu'un certain temps car un autre tunnel, le Santa Lucia, long de 7,7 km, soit trois fois plus que le Sparvo, a été construit sur le tronçon final de l'autoroute, non loin de Florence, suivant la même technique.

## Inauguration
Le 23 décembre 2015, en présence du Premier ministre Matteo Renzi et du directeur général Giovanni Castellucci (en), l'intégralité du parcours de la variante di Valico est ouverte à la circulation, 9 ans après l'obtention de la dernière autorisation. Le premier projet avait débuté 1982.
Les travaux ont coûté 4,1 milliards d'euros, contre 2,521 milliards euros estimé précédemment.